# Wellington Zaza
Wellington Zaza (* 20. Januar 1995) ist ein liberianischer Hürdenläufer, der sich auf die Distanzen 110 und 400 Meter spezialisiert hat. Zaza ist der derzeitige Juniorenafrikarekordhalter über 110 Meter Hürden. Er erreichte diese Leistung bei den Juniorenweltmeisterschaften 2014. Zaza nahm für Liberia auch an den Weltmeisterschaften 2015 teil.

## Karriere
Zaza debütierte auf internationaler Ebene bei den Juniorenweltmeisterschaften 2014 über 110 und 400 Meter Hürden. In seinem Vorlauf am 22. Juli 2014 auf dem Hayward Field in Eugene im US-Bundesstaat Oregon lief er die 110 Meter Hürden in seiner Jahresbestleistung von 13,66 s und wurde mit einem Rückstand von 0,07 s auf den Gewinner des Vorlaufes Theophile Viltz und 0,02 s auf den zweitplatzierten Patrick Elger aus Deutschland. Insgesamt war Zaza zeitgleich mit dem Ungarn Valdó Szűcs der Neuntschnellste der Vorläufe. Im dritten Halbfinallauf lief Zaza liberianischen Juniorenrekord und wurde mit 0,08 s Rückstand auf Tyler Mason aus Jamaika Zweiter in dem Halbfinallauf und qualifizierte sich für den Endlauf am 24. Juli und verbesserte seine im Vorlauf erzielte Bestzeit auf 13,38 s. Mit einem Rückstand von 0,03 s auf die Bronzemedaille wurde Zaza Vierter. Im Wettbewerb über 400 Meter Hürden schied Zaza mit einer Leistung von 55,38 s im Vorlauf aus.
Bei den Weltmeisterschaften 2015 war Zaza der einzige Teilnehmer aus Liberia. Er startete im 110-Meter-Hürdenlauf und wurde in seinem Vorlauf mit 14,56 s der letzte der gewerteten Läufer, insgesamt der zweitletzte der Vorlaufrunde.

## Anmerkung
1. ↑  Die Höhe der Hürden für Junioren beträgt 99 cm, im Gegensatz zu den 107 cm bei den Erwachsenen

## Belege
1. 1 2 3  Welington Zaza. All Athletics, abgerufen am 30. Oktober 2016 (englisch).
2. ↑  Track & Field Coaching Essentials. Human Kinetics, 2014, ISBN 978-1-4504-8932-4 (englisch, com.au).
3. 1 2  African Juniors records Men. Confederation of African Athletics, archiviert vom Original am 30. Oktober 2016; abgerufen am 30. Oktober 2016 (französisch).  Info: Der Archivlink wurde automatisch eingesetzt und noch nicht geprüft. Bitte prüfe Original- und Archivlink gemäß Anleitung und entferne dann diesen Hinweis.
4. 1 2 3  110m Hurdles (99.0cm) Men – Heats – Results. IAAF, abgerufen am 26. November 2016 (englisch).
5. 1 2  400 Metres Hurdles Men. IAAF, abgerufen am 26. November 2016 (englisch).
6. ↑  110m Hurdles (99.0cm) Men – Heats – Summary. IAAF, abgerufen am 26. November 2016 (englisch).
7. 1 2  110m Hurdles (99.0cm) Men – Semi-Final – Results. IAAF, abgerufen am 26. November 2016 (englisch).
8. ↑  110m Hurdles (99.0cm) Men – Semi-Final – Summary. IAAF, abgerufen am 26. November 2016 (englisch).
9. 1 2  110m Hurdles (99.0cm) Men. IAAF, abgerufen am 26. November 2016 (englisch).
10. ↑  Liberia. IAAF, abgerufen am 29. November 2016 (englisch).
11. 1 2  110 Metres Hurdles Men – Heats – Results. IAAF, abgerufen am 26. November 2016 (englisch).
12. ↑  110 Metres Hurdles – Heats – Summary. IAAF, abgerufen am 26. November 2016 (englisch).

| Personendaten    | Personendaten               |
| ---------------- | --------------------------- |
| NAME             | Zaza, Wellington            |
| KURZBESCHREIBUNG | liberianischer Hürdenläufer |
| GEBURTSDATUM     | 20. Januar 1995             |